# Индјук
Индјук (рус. Индюк) средње висока је планина у планинском масиву Великог Кавказа на југу Русије. Планина се налази у јужном делу Краснодарске покрајине, на територији њеног Туапсиншког рејона, на око 40 km источно од града Туапсеа и црноморске обале. Највиша тачка планине налази се на надморској висини од 859 m. 
Планина се налази на територији Прицрноморског парка природе и због бројних стрмих литица и усамљених узвишења једно је од најпопуларнијих одредишта за љубитеље спортског пењања.
Нижи делови планине обрасли су густим листопадним шумама храста, букве, кестена и граба, док од четинара у мешовитим шумама доминирају јела и бор. У највишим деловима расту четинарске клеке.